# Universitatea Liberă pentru Știință Spirituală

Goetheanum-ul, sediul instituției

Universitatea Liberă pentru Știință Spirituală (germană Freie Hochschule für Geisteswissenschaft) este un centru pentru studiul științei spirituale și antroposofiei, nerecunoscut oficial ca instituție de învățământ superior, cu sediul la Dornach, Elveția.
Scopul instituției, conform intenției fondatorului ei Rudolf Steiner, este "cercetarea în domeniile spirituale", fiind totodată centru educativ al Societății Antroposofice.
| “ | Universitatea Liberă pentru Știință Spirituală - ca punct central al Societății Antroposofice Generale - este o asociere liberă a acelor personalități, care năzuiesc și se străduiesc la această aprofundare esoterică. Ea constituie centrul unei educații spirituale creștin-esoterice adecvate timpului, prin care omul poate atinge lumi suprasensibile pe o cale de cunoaștere și cercetare deplin conștientă. | ” |